# Frontera entre Indonèsia i les Filipines
La frontera entre Indonèsia i les Filipines és totalment marítima i està situada al mar de Cèlebes a l'oceà Pacífic, delimitada per un tractat signat per ambdós estats en 2014. La frontera també es la Zona econòmica exclusiva (EEZ) entre Indonèsia (illes de Borneo, Cèlebes, i les illes Sangihe i les Filipines (arxipèlag de Sulu i la costa de Mindanao) que és delimitada per vuit punts de coordenades geogràfiques points. Të una longitud de 1.162,2 kilòmetres (627,5 milles nàutiques) que divideixen el Mar de Cèlebes del Mar de les Filipines.

## Frontera
A la taula següent es mostren els punts de les coordenades geogràfiques tal com es defineixen a l'acord de les Filipines i Indonèsia sobre el límit de la Zona Econòmica Exclusiva que es va signar el 2014.
| Punt | Longitud (E) | Latitud (N) |
| ---- | ------------ | ----------- |
| 1    | 119° 55' 34" | 3° 06' 41"  |
| 2    | 121° 21' 31" | 3° 26' 36"  |
| 3    | 122° 56' 03" | 3° 48' 58"  |
| 4    | 124° 51' 17" | 4° 57' 42"  |
| 5    | 125° 28' 20" | 5° 02' 48"  |
| 6    | 127° 11' 42" | 6° 25' 21"  |
| 7    | 128° 39' 02" | 6° 24' 25"  |
| 8    | 129° 31' 31" | 6° 24' 20"  |

## Història

### Disputa territorial de l'illa Miangas
Quan Espanya va cedir les Filipines als Estats Units d'Amèrica mitjançant el Tractat de París (1898), les fronteres marítimes de les Filipines van ser traçades en una línia rectangular que va donar com a resultat límits marítims ambigus dels territoris veïns, incloent l'aleshores colònia neerlandesa d'Indonèsia. El conflicte territorial va sorgir el 1906 quan el governador estatunidenc de la província Moro, Leonard Wood, va anar a l'illa de Miangas després de descobrir que l'illa estava inclosa en el Tractat de París de 1898. Es va assabentar que l'illa era reclamada per les Indis Orientals Neerlandeses després de veure una bandera holandesa.
Al març de 1906, la qüestió va ser remesa pel govern dels Estats Units als Països Baixos a través de La Haia. A l'octubre de 1906, el Ministeri de Relacions Exteriors dels Països Baixos va respondre i va explicar els motius perquè l'illa va ser inclosa a les Índies Orientals holandeses. El Cas Illa de Palmas va ser arxivat el 23 de gener de 1925 pels Països Baixos i els Estats Units al Tribunal Permanent d'Arbitratge, sota un únic àrbitre Max Huber de Suïssa. Huber va decidir el 4 d'abril de 1928 que l'illa forma part del territori dels Països Baixos en la seva totalitat. Quan Indonèsia ja no era una colònia holandesa i esdevingué a una república, l'illa de Miangas es va convertir en part del seu territori. Tot i així, els límits marítims que envolten l'illa i la frontera entre Indonèsia i les Filipines no estan clars degut a un tecnicisme.

### Negociacions sobre la frontera marítima
Indonèsia i les Filipines són signants de la Convenció de les Nacions Unides sobre el Dret del Mar de 1982 (UNCLOS). Finalment, Indonèsia va qüestionar els territoris marins de les Filipines segons el Tractat de París de 1898. Indonèsia va argumentar que el quadre rectangular dibuixat en el Tractat no seguia la UNCLOS. Les Filipines va comprendre la disputa d'Indonèsia, però les Filipines estava disposada a complir amb el Tractat de París a causa de la pressió interna.
Al juny de 1994 es van iniciar les negociacions per resoldre la disputa fronterera entre els dos països durant la Primera Reunió de Funcionaris Superiors sobre la delimitació del límit marítim a Manado, Indonèsia. Després de tot això, les negociacions van estar inactives fins a 2003. En desembre de 2003, Arif Havas Oegroseno del Ministeri d'Afers Exteriors d'Indonèsia, va ser designat per reprendre les negociacions amb les Filipines. Va continuar les converses fins a l'any 2010 quan el seu successor va continuar el seu treball per negociar la disputa de la frontera marítima. El conjunt de negociacions entre 1994 i 2014 va ser manejat pel Grup de Treball Permanent Conjunt sobre Preocupacions Marítimes i Oceàniques (JPWG-MOC) ajudat pels tres sub-grups de treball i l'equip tècnic conjunt.

### Acord
A mesura que avançava la negociació, les Filipines va reconsiderar la seva posició des del que es defineix en el Tractat de París de 1898 fins a la conformitat amb la UNCLOS de 1982. El 8 de març de 2011 el llavors secretari d'Afers Exteriors de les Filipines, Alberto del Rosario i el ministre d'Afers Exteriors d'Indonèsia, Marty Natalegawa, van acordar accelerar les negociacions bilaterals signant una Declaració Conjunta que es va emetre durant la visita d'estat del llavors president de les Filipines Benigno Aquino III.
Després de vuit reunions del JPWG-MOC, es va finalitzar un acord de delimitació de fronteres marítimes el 18 de maig de 2014 a Jakarta. L'acord fou signat per Del Rosario i Natalegawa el 23 de maig del 2014 al palau de Malacañang. L'acord de la frontera marítima va ser ratificat pel parlament indonesi el 27 d'abril de 2017 mentre estava pendent a la Comissió de Relacions Exteriors per concurrència al Senat de les Filipines el 30 d'agost de 2017.